# Stefan Milić
Stefan Milić, né le 6 juillet 2000 à Podgorica au Monténégro, est un footballeur monténégrin qui joue au poste de défenseur central au Partizan Belgrade.

## Biographie

### En club
Natif de Podgorica au Monténégro, Stefan Milić est formé par le Budućnost Podgorica, club qui lui permet de faire ses débuts en professionnel le 31 mars 2018, lors d'une rencontre de championnat face au FK Kom Podgorica. Il est titulaire ce jour-là et les deux équipes font match nul (1-1).
Lors de la saison 2018-2019, il devient capitaine du Budućnost Podgorica, à seulement 18 ans. Il inscrit son premier but en professionnel le 12 août 2018, face au FK Mornar Bar, en championnat, participant ainsi à la victoire de son équipe sur le score de trois buts à zéro.
Il obtient le premier titre de sa carrière en étant sacré Champion du Monténégro en 2020.
Le 21 juillet 2020, Stefan Milić rejoint le club croate du Dinamo Zagreb.
Le 7 février 2022, Stefan Milić est prêté jusqu'à la fin de la saison au NK Bravo.

### En sélection
Stefan Milić fait sa première apparition avec l'équipe du Monténégro espoirs le 26 mars 2019, lors d'un match amical contre la Grèce. Il est titularisé et les deux équipes se neutralisent (1-1 score final).

## Palmarès
Budućnost Podgorica
- Championnat du Monténégro (1) :
  - Champion : 2019-20.